# Lepanthes arbaceae
Lepanthes arbaceae là một loài thực vật có hoa trong họ Lan. Loài này được Luer & Cloes mô tả khoa học đầu tiên năm 2002.